# Pseudocopris tubericollis
Pseudocopris tubericollis là một loài bọ cánh cứng trong họ Bọ hung (Scarabaeidae).